# Porsche 911 GT3 Cup
Der Porsche 911 GT3 Cup ist ein seriennaher GT-Rennwagen von Porsche, der im Porsche Carrera Cup und Supercup eingesetzt wird. Derivate werden von Privatteams in verschiedenen anderen Rennserien genutzt.
Seit dem Produktionsbeginn im Jahr 1998 hat sich der 911 GT3 Cup zwischenzeitlich zum meistverkauften Rennwagen entwickelt.

## Porsche 996 GT3 Cup

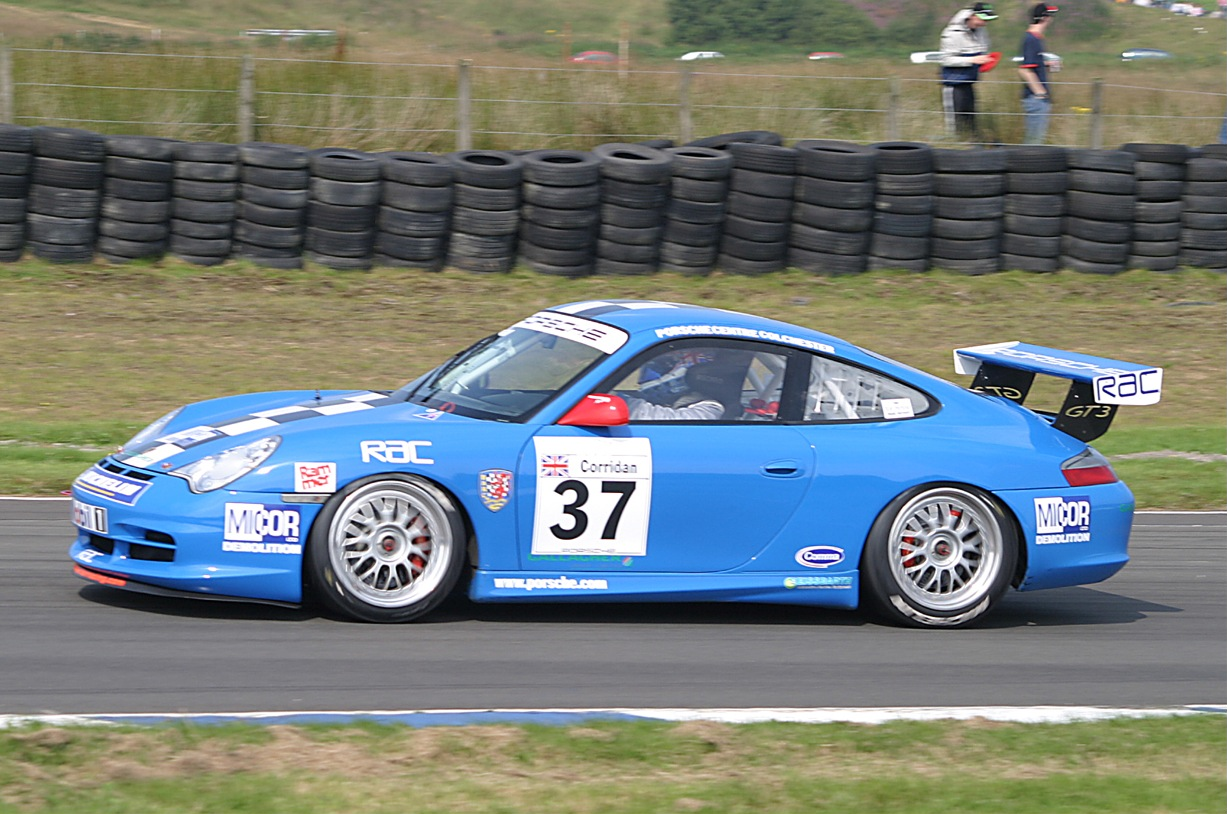
Porsche 996 GT3 Cup

Ab 1998 kam die Rennversion des neuen Porsche 996 GT3 zum Einsatz, der mit seinem nun wassergekühlten Boxermotor die Ära der luftgekühlten Boxermotoren ablöste.
Sein wassergekühlter Saugmotor hatte eine Trockensumpfschmierung mit separatem Öltank. Die Motorleistung von anfangs 265 kW (360 PS) betrug ab 1999 272 kW (370 PS). Als Treibstoff wurde Super Plus verwendet. Der Motor ermöglichte eine Beschleunigung von 0 auf 100 km/h in weniger als vier Sekunden und eine Höchstgeschwindigkeit von 286 km/h. Der verstellbare Heckflügel produzierte bis zu 1000 Newton Abtrieb.
Für die Saison 2001 wurde der 996 GT3 Cup modifiziert. Der große Heckflügel verdoppelte den Abtrieb an der Hinterachse und sorgte so für eine bessere Straßenlage und einen geringeren Reifenverschleiß. Motor, Getriebe und Bremsen erhielten durch eine neue Frontpartie eine verbesserte Kühlung. Von dieser Version wurden 113 Fahrzeuge produziert.
2002 wurde der 996 GT3 Cup erneut verbessert und erhielt die tropfenförmigen Scheinwerfer der Turbo-Versionen. Die neue Frontpartie verbesserte die Kühlluft-Durchströmung um 15 Prozent. Ein neuer in sieben Stufen verstellbarer Heckflügel verringerte den Auftrieb, wodurch höhere Kurvengeschwindigkeiten ermöglicht wurden. Durch Erleichterung der Türen, Frontscheibe und Außenspiegel blieb das Fahrzeuggewicht konstant. Es wurde nun auch im 996 GT3 Cup die Motorsteuerung der 996 GT3 RS verwendet, wodurch eine Leistungssteigerung um zehn auf 279 kW (380 PS) sowie ein höheres maximales Drehmoment von 380 Newtonmetern erzielt wurde. Eine weitere größere Veränderung betraf die Bremsen. An der Vorderachse wuchs der Durchmesser der Bremsscheiben auf 350 mm, während er an der Hinterachse unverändert bei 330 mm blieb. Zusammen mit Sechskolben-Festsätteln an den vorderen Bremsscheiben und einer verbesserten Entlüftung der vorderen Radhäuser konnte so die Bremsleistung verstärkt werden. Für den Einsatz in Langstreckenrennen erhielt das Getriebe eine Spritzkühlung mit Öl-Wasser-Wärmetauscher.
2004 erfuhr der 996 GT3 Cup seine letzte Überarbeitung, welche vor allem das Fahrzeuggewicht, das dadurch bei 1150 kg gehalten werden konnte, betraf. Heckabdeckung, Motorraumdeckel und Türen waren aus kohlenstofffaserverstärktem Kunststoff (CFK) gefertigt und alle Scheiben mit Ausnahme der Frontscheibe bestanden aus Kunststoff. Die Motorleistung stieg auf 287 kW (390 PS) bei 7200/min und das maximale Drehmoment lag nun bei 390 Nm bei 6500/min. Da die langen Geraden des Hockenheimrings nun nicht mehr im Programm standen, wurden die Gänge vier bis sechs kürzer übersetzt. Das stufenlos einstellbare Fahrwerk ermöglichte die Feinabstimmung. Für den Einsatz im Langstreckensport wurde das Tankvolumen von 64 auf 89 Liter erhöht. Die Innenraumbelüftung wurde ebenfalls verbessert. Zur Sicherheit wurde der Überrollkäfig gepolstert und das HANS-System konnte nun verwendet werden.

### Technische Daten
| Modell      | Porsche 996 GT3 Cup                | Porsche 996 GT3 Cup                | Porsche 996 GT3 Cup                | Porsche 996 GT3 Cup                |
| ----------- | ---------------------------------- | ---------------------------------- | ---------------------------------- | ---------------------------------- |
| Baujahr     | 1998                               | 1999–2001                          | 2002–2003                          | 2004                               |
| Motor       | 3,6-Liter-Sechszylinder-Boxermotor | 3,6-Liter-Sechszylinder-Boxermotor | 3,6-Liter-Sechszylinder-Boxermotor | 3,6-Liter-Sechszylinder-Boxermotor |
| Leistung    | 360 PS (265 kW) bei 7200/min       | 370 PS (272 kW) bei 7200/min       | 380 PS (279 kW) bei 7200/min       | 390 PS (287 kW) bei 7200/min       |
| Drehmoment  | 360 Nm bei 6250/min                | 370 Nm bei 6250/min                | 380 Nm bei 6250/min                | 390 Nm bei 6500/min                |
| Leergewicht | 1140 kg                            | 1140 kg                            | 1140 kg                            | 1150 kg                            |

## Porsche 997 GT3 Cup/Cup S/R

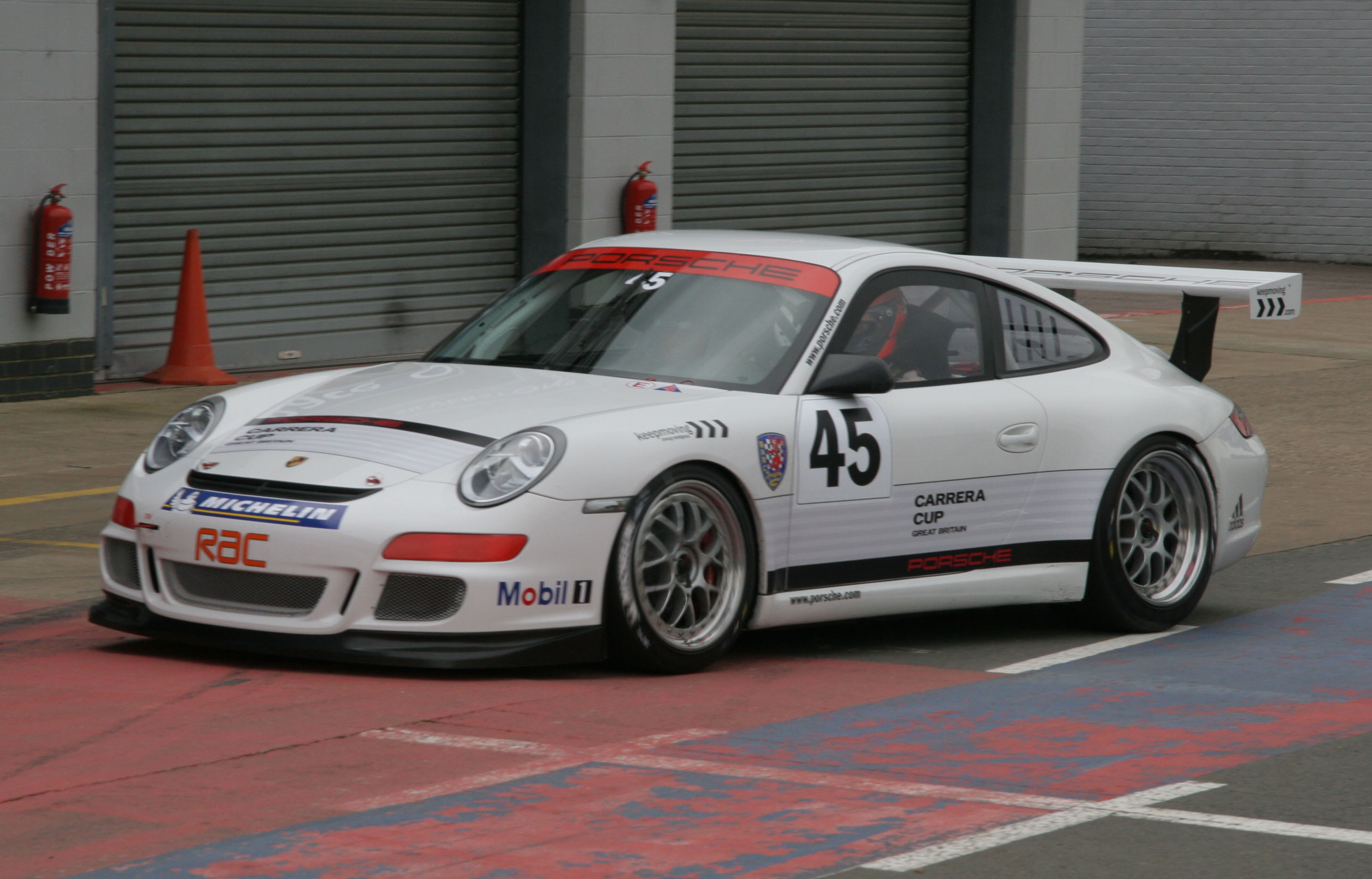
Porsche 997 GT3 Cup

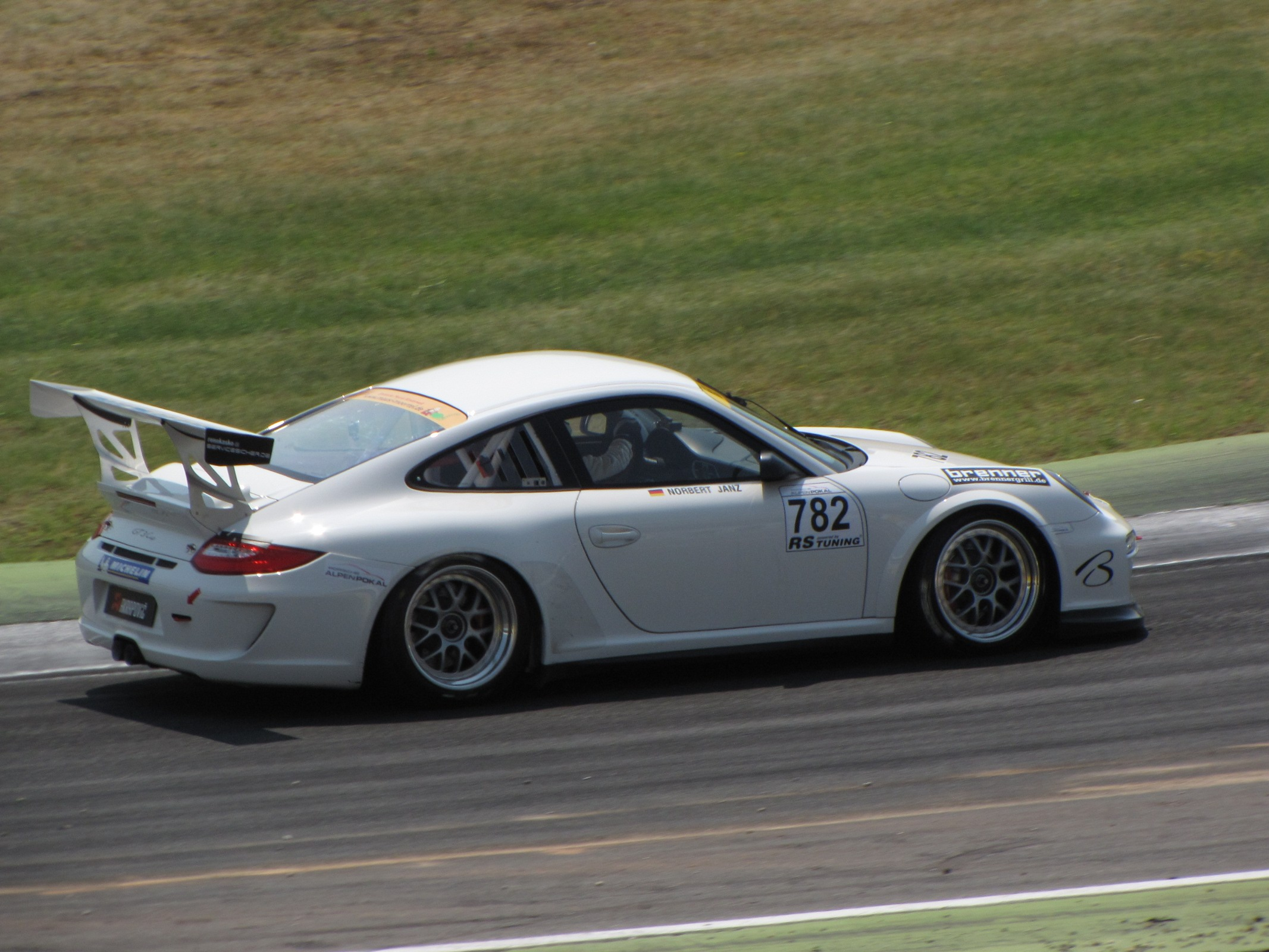
Porsche 997 GT3 Cup (2010)

Die Cup-Version des Porsche 997 GT3 debütierte 2005 im Porsche Supercup und wird seit 2006 auch im Porsche Carrera Cup eingesetzt.
Der Gesamtabtrieb stieg im Vergleich zum Vorgängermodell um etwa 40 Prozent, was durch eine neue Frontpartie mit verstellbarem Spoiler sowie einen 60 mm breiteren und 35 mm höher stehenden Heckflügel erreicht wurde. Durch verstärkten Einsatz von Teilen aus CFK blieb das Fahrzeuggewicht bei 1150 kg. Weiterhin wurden Luftanströmung und -abführung der Kühler und Bremsen verbessert. Der Motor leistete  294 kW (400 PS) bei 7300/min und lieferte ein maximales Drehmoment von 400 Newtonmetern bei 6500/min ab. Die Höchstdrehzahl lag bei 8200/min. Außerdem wurde nun ein sequentielles Sechsgang-Getriebe mit Zugkraftunterbrechung eingebaut. Vom stärkeren 911 RSR wurden die Radträger übernommen. Auch Bremsscheiben aus Keramik wurden nun verwendet, aber kein Antiblockiersystem, da es in GT-Rennserien, wo der 911 GT3 Cup nun vermehrt zum Einsatz kommt, nicht erlaubt ist.
2008 wurde der 997 GT3 Cup überarbeitet. Dabei wurde die Motorleistung auf 309 kW (420 PS) und das maximale Drehmoment auf 420 Nm erhöht. Von diesem Fahrzeug sollten im ersten Jahr 265 Exemplare und im folgenden Jahr 215 gebaut werden.
2010 wurde das Cup-Modell überarbeitet. Es basierte nun auf dem 2009 erschienenen GT3 RS und erhielt außer dessen geänderter Karosserieform auch den 3,8-Liter-Motor des Straßenmodells. Die Motorleistung des neuen Cup-Porsche stieg daher auf 331 kW (450 PS). Porsche plante 2010 außer dem Supercup, die Carrera Cups in Deutschland, Asien, Japan und Italien mit dem neuen Fahrzeug auszurüsten. Zudem werden die Wagen auch bei den GT3 Cup Challenges in den USA und im Mittleren Osten eingesetzt.

### Porsche 997 GT3 Cup S

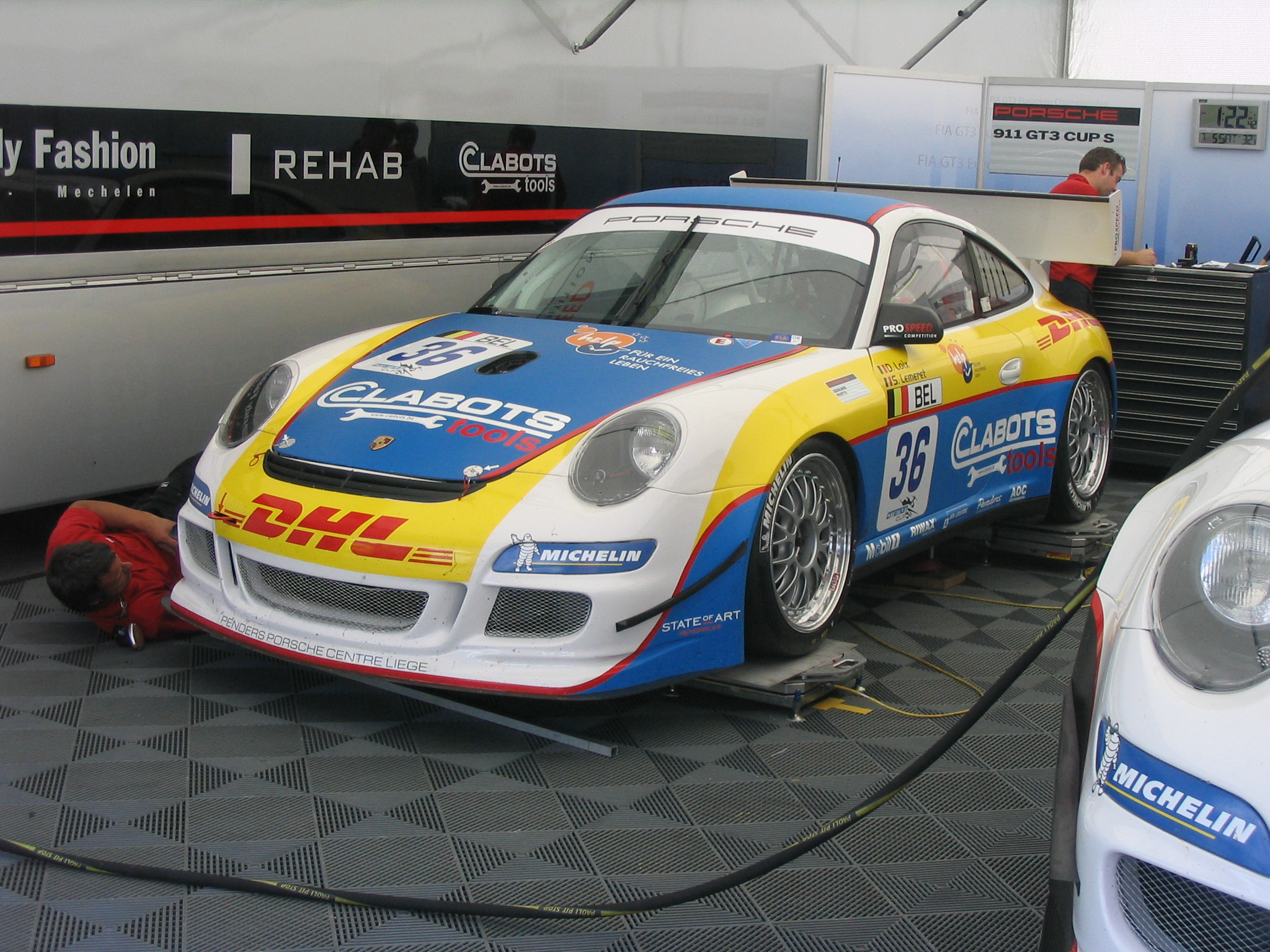
Porsche 997 GT3 Cup S

Als neue Rennversion des 911 GT3 erschien 2008 der 997 GT3 Cup S. Das Fahrzeug basiert auf dem Straßensportwagen 997 GT3 RS und ist auf das Reglement der Gruppe GT3 aufgebaut. So kann der Wagen in internationalen Meisterschaften eingesetzt werden. Die Motorleistung wurde durch eine verbesserte Motorsteuerung und eine veränderte Abgasanlage um 15 auf 324 kW (440 PS) bei 8000/min gesteigert. Das maximale Drehmoment von 430 Nm liegt bei 7250/min an. Im Vergleich mit dem 997 GT3 Cup hat das Fahrzeug größere und breitere Räder. Der Anpressdruck ist aufgrund eines einstellbaren Frontsplitters und einem breiteren und höheren Heckflügels größer. Das Fahrwerk ist zu einem großen Teil mit dem des stärkeren 997 GT3 RSR identisch. Der Durchmesser der 355 mm großen Bremsscheiben an der Hinterachse fällt fünf Millimeter größer aus als beim 997 GT3 Cup.

### Porsche 997 GT3 R

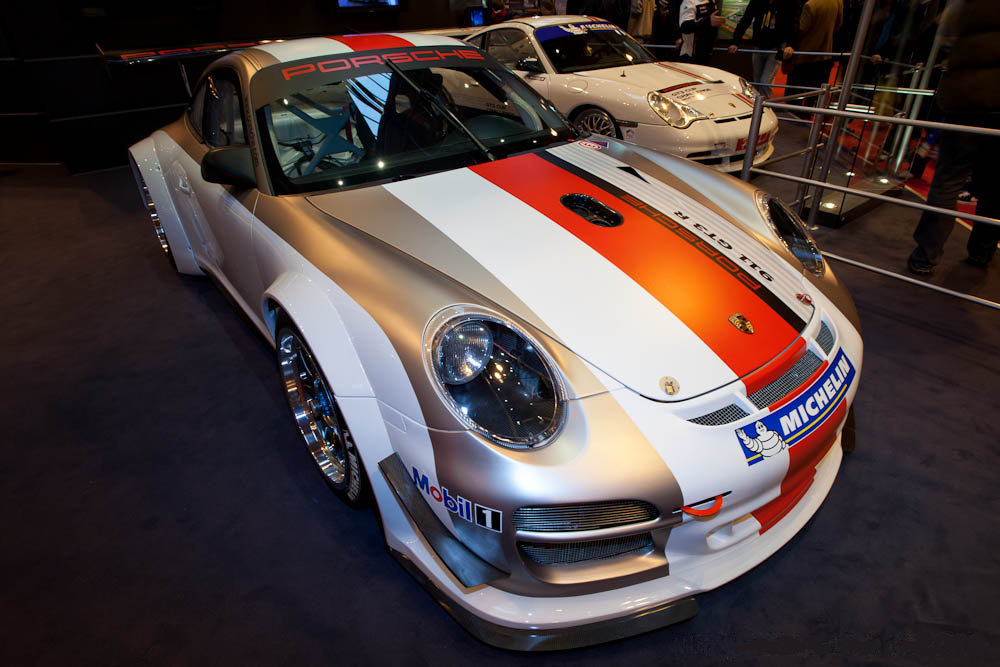
Porsche 997 GT3 R auf der Autosport International Show 2010

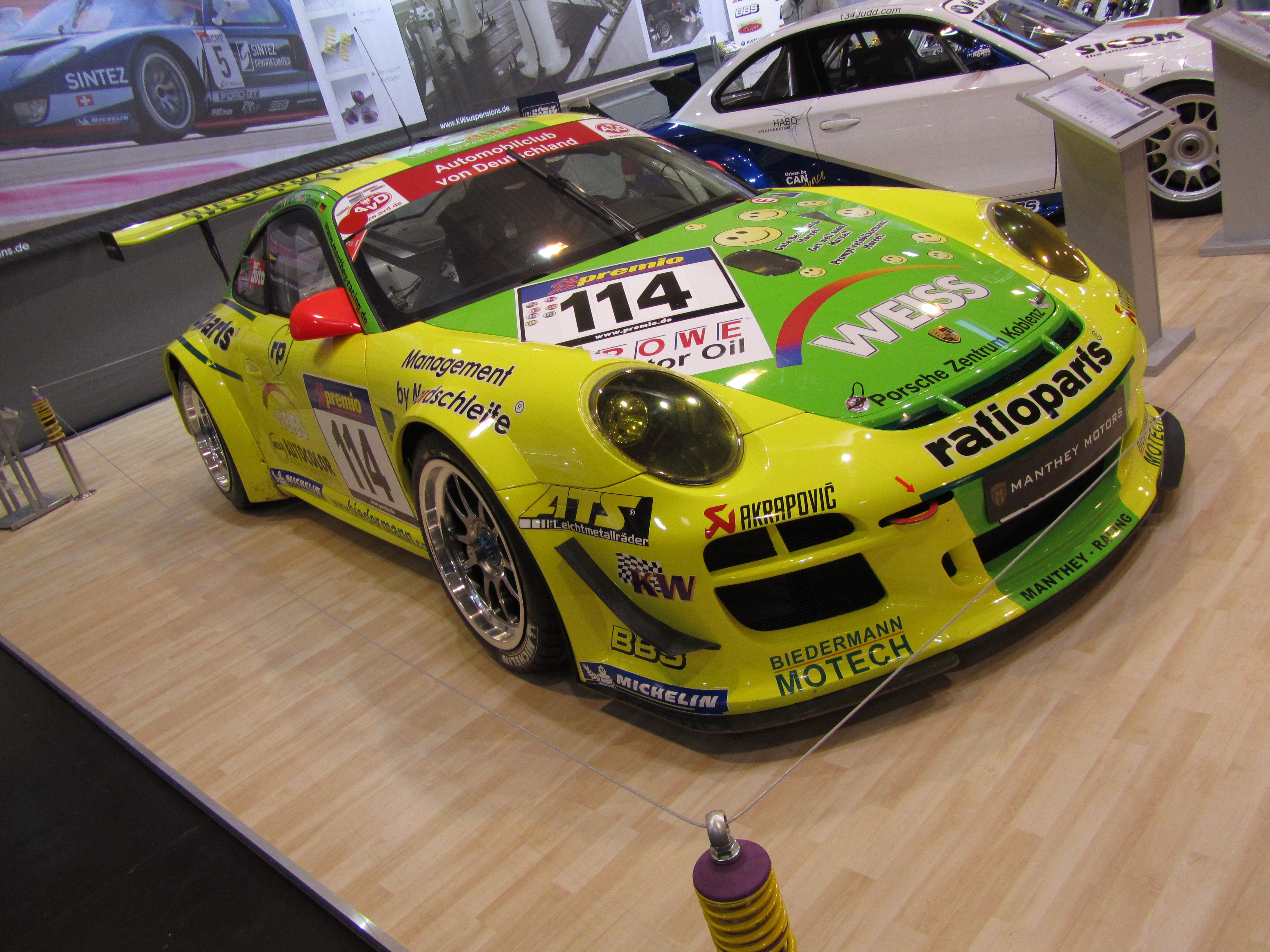
Porsche 911 GT3 R auf der Essen Motorshow 2010

Neben der Weiterentwicklung des Cup-Fahrzeugs für die Saison 2010, wurde im Januar des Jahres auch der Nachfolger des Cup S präsentiert. Diese Ausbaustufe unter der Bezeichnung 997 GT3 R geführt, ist im Gegensatz zum 996 GT3 R kein Fahrzeug der Gruppe GT2, sondern entspricht wie der Cup S dem GT3-Reglement.

### Porsche 997 GT3 R Hybrid
Porsche entwickelte einen Hybridantrieb mit Schwungradspeicher für den 997 GT3 R, der auf dem Genfer Autosalon präsentiert wurde. Laut Porsche soll er bald auch in Verbindung mit anderen Modellen erhältlich sein. Da kein Akku vorhanden ist, wird die Energie anstelle des Akkus, in einem Schwungrad gespeichert, das mit bis zu 40.000 Umdrehungen pro Minute rotiert. Aufgeladen wird dessen Speicher bei Bremsvorgängen. Dazu arbeiten zwei Elektromotoren mit je 60 kW beim Bremsen als Generatoren, der Strom treibt über einen weiteren Elektromotor das Schwungrad an. Beim Beschleunigen fließt die Energie in die andere Richtung: Der Motor am Schwungrad wirkt als Generator, bremst es ab und erzeugt so genügend Strom, um sechs bis acht Sekunden elektrischen Zusatzschub für das Fahrzeug zu liefern. Der elektrische Antrieb kann auch verbrauchsmindernd eingesetzt werden.
Am 27. März 2010 gab der Porsche 997 GT3 R Hybrid bei der VLN Langstreckenmeisterschaft Nürburgring sein Renndebüt. Beim 24-Stunden-Rennen am Nürburgring schied das Team, nach 22 Std. in Führung liegend, mit technischem Defekt aus. Die Ölpumpe für die Trockensumpfschmierung versagte, was zu einem Motorschaden führte.

### Technische Daten
| Modell      | Porsche 997 GT3 Cup                    | Porsche 997 GT3 Cup                | Porsche 997 GT3 Cup                | Porsche 997 GT3 Cup S              | Porsche 997 GT3 R                  |
| ----------- | -------------------------------------- | ---------------------------------- | ---------------------------------- | ---------------------------------- | ---------------------------------- |
| Baujahr     | 2005–2007                              | 2008–2009                          | Seit 2010                          | 2008–2009                          | Seit 2010                          |
| Motor       | 3,6-Liter-Sechszylinder-Boxermotor     | 3,6-Liter-Sechszylinder-Boxermotor | 3,8-Liter-Sechszylinder-Boxermotor | 3,6-Liter-Sechszylinder-Boxermotor | 4,0-Liter-Sechszylinder-Boxermotor |
| Leistung    | 400 PS (294 kW) bei 7300/min           | 420 PS (309 kW) bei 7300/min       | 450 PS (331 kW) bei 7500/min       | 440 PS (324 kW) bei 8000/min       | 480 PS (353 kW)                    |
| Drehmoment  | 400 Nm bei 6500/min                    | 420 Nm bei 6500/min                |                                    | 430 Nm bei 7250/min                |                                    |
| Leergewicht | Carrera Cup: 1150 kg Supercup: 1120 kg | 1150 kg                            | 1200 kg                            | 1170 kg                            | 1200 kg                            |

## Porsche 991 GT3 Cup

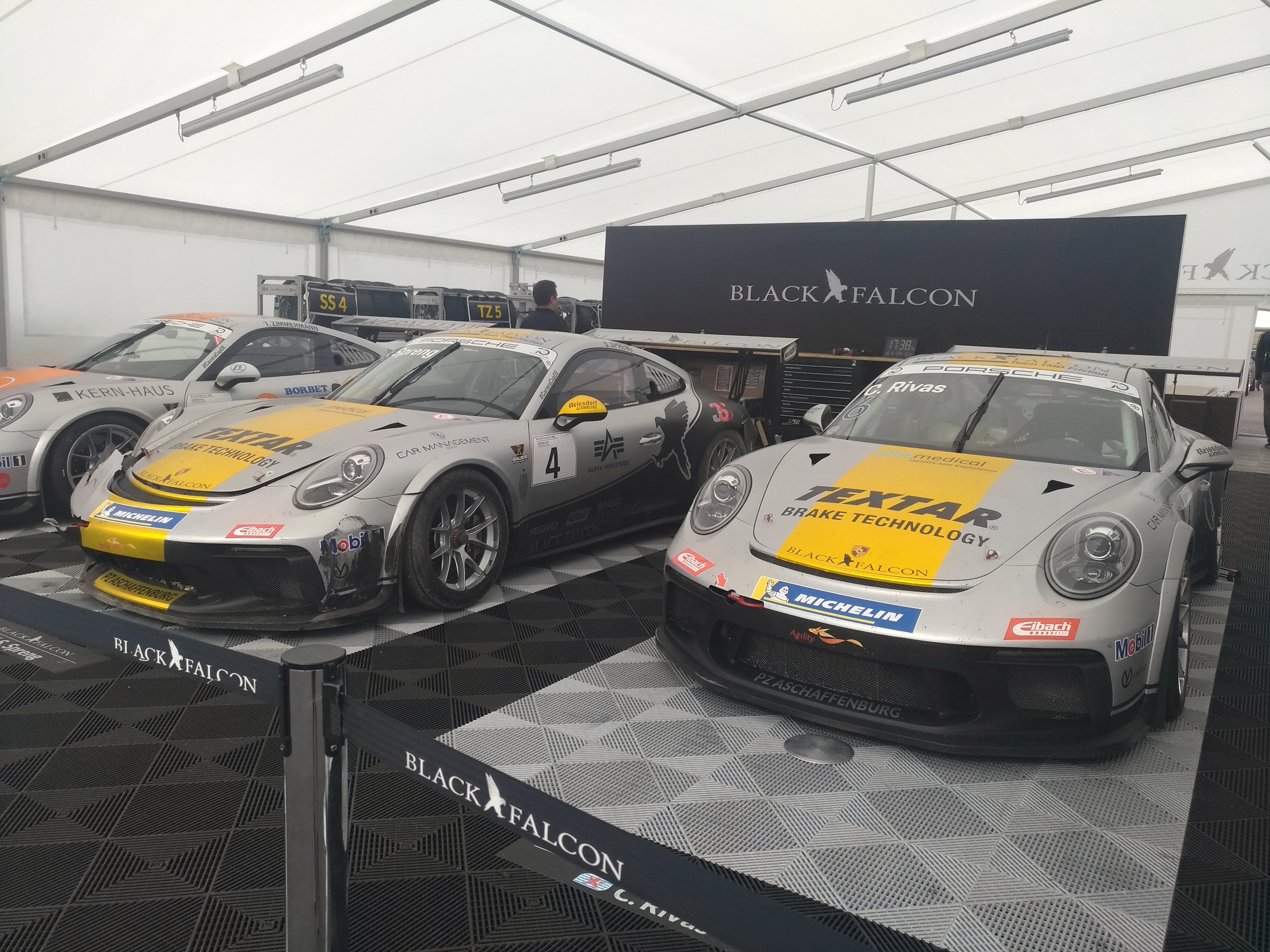

Am 8. Dezember 2012 wurde im Rahmen der Night of Champions im Porsche Entwicklungszentrum Weissach der neue 911 GT3 Cup auf Basis des Porsche 991 vorgestellt.
Die Neuauflage des 911 GT3 Cup ist die Motorsportversion des zukünftigen 911 GT3 und damit das erste Rennfahrzeug, das auf der siebten Generation des 911 basiert. Zum Einsatz kommt der neue 911 GT3 Cup im Jahr 2013 exklusiv im Porsche Mobil 1 Supercup. Seine Weltpremiere hatte das neue Markenpokalauto im Rahmen der Motorsport-Saisonabschlussfeier „Night of Champions“ im Entwicklungszentrum Weissach. Angetrieben wird der neue Porsche 911 GT3 Cup von einem 3,8 Liter großen Sechszylinder-Boxermotor. Er leistet 460 PS (338 kW) bei 7.500 Umdrehungen und damit zehn PS mehr als das Triebwerk der Vorgängergeneration. Die Kraft überträgt ein von Porsche Motorsport selbst entwickeltes Sechsgang-Klauengetriebe auf die Hinterachse. Es wird erstmals in einem Markenpokalfahrzeug von Porsche über Schaltwippen am Lenkrad bedient. Auch die einteiligen Rennräder mit Zentralverschluss mit einem Durchmesser von 18 Zoll wurden von Porsche Motorsport neu konstruiert. Die Breite der Michelin-Rennslicks wuchs an der Vorderachse um zwei auf 27 Zentimeter, an der Hinterachse um einen auf nun 31 Zentimeter. Für eine noch bessere Langstreckentauglichkeit im Vergleich zum erfolgreichen Vorgänger sorgt eine neu entwickelte Rennbremsanlage. Die jeweils 38 Zentimeter großen, geschlitzten und innenbelüfteten Bremsscheiben werden an der Vorderachse von Sechskolben-Aluminium-Monobloc-Rennbremssätteln verzögert, an der Hinterachse haben die Bremssättel vier Kolben. Besonderes Augenmerk galt bei der Entwicklung des neuen Fahrzeuges der Sicherheit der Piloten. Bei Überschlägen und Kollisionen schützt ein neu berechneter Überrollkäfig ebenso wie ein neuartiger, im Kopf- und Schulterbereich besonders stark ausgeformter Rennschalensitz, der mit speziellen Polstern perfekt an die Körperform angepasst werden kann. Eine Rettungsluke im Dach erleichtert der Streckensicherung die Erstversorgung und Rettung verunfallter Fahrer. „Der neue 911 GT3 Cup ist im Grenzbereich deutlich einfacher zu fahren“, sagt Porsche-Werksfahrer Timo Bernhard, der maßgeblich an der Entwicklung des neuen Fahrzeugs beteiligt war. „Das Auto ist hervorragend ausbalanciert. Die neue Achsgeometrie wirkt sich äußerst positiv auf das Fahrverhalten aus. Obendrein macht der neue Cup-Elfer jede Menge Spaß.“ Der neue Porsche 911 GT3 Cup wird wie sein Vorgänger auf der gleichen Produktionsstraße in Stuttgart-Zuffenhausen gebaut, wie die Straßenmodelle. Im Motorsportzentrum Weissach erhält er eine Basisabstimmung für die Rennstrecke und wird vor der Auslieferung an die Kunden von einem Profi-Rennfahrer getestet. Der Grundpreis des ausschließlich in Weiß lieferbaren Fahrzeugs beträgt 181.200 Euro zuzüglich der länderspezifischen Umsatzsteuer.

## Renneinsätze außerhalb der Markenpokale

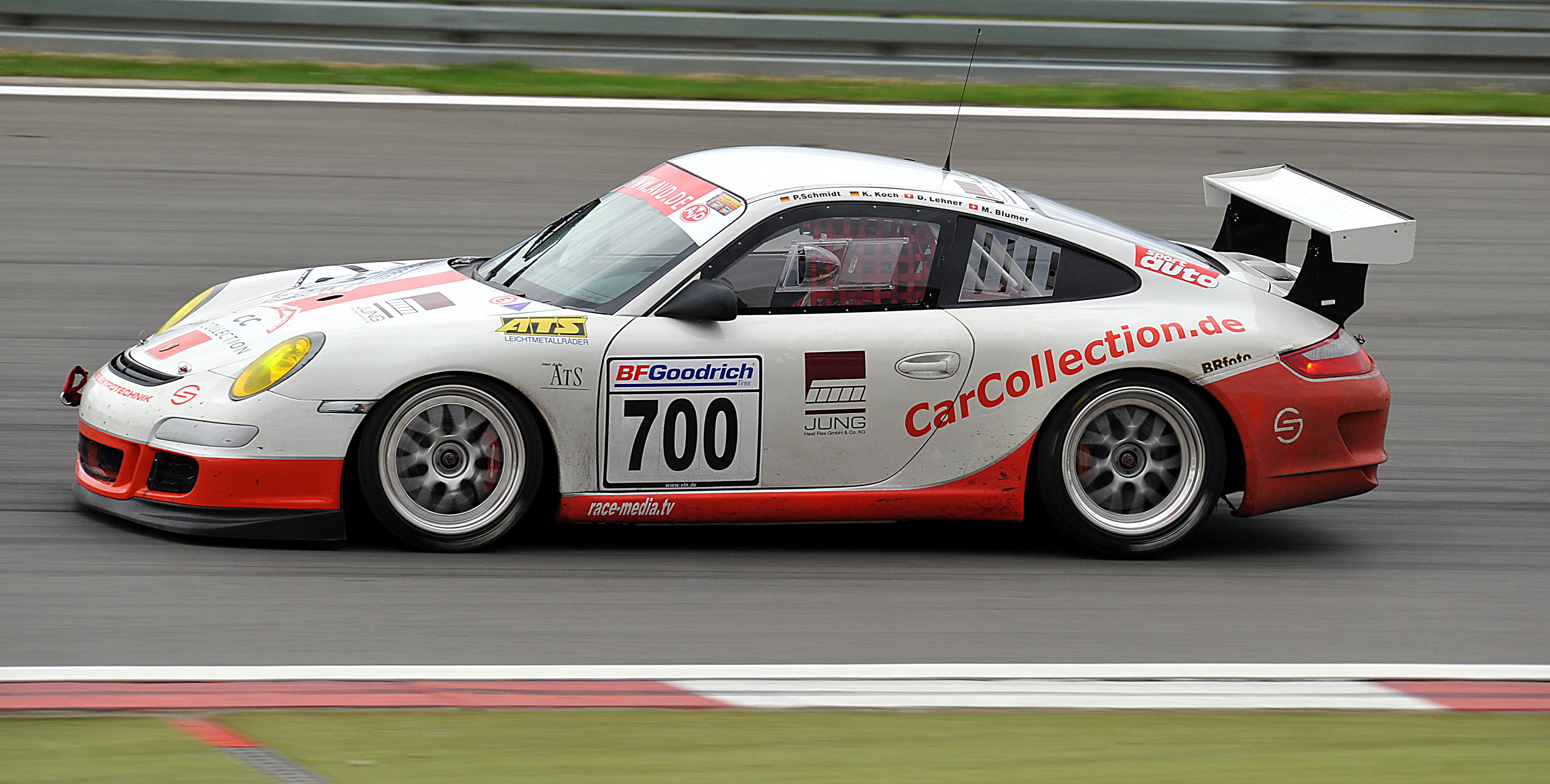
Porsche 997 GT3 Cup beim 6. Lauf der BFGoodrich Langstreckenmeisterschaft 2009

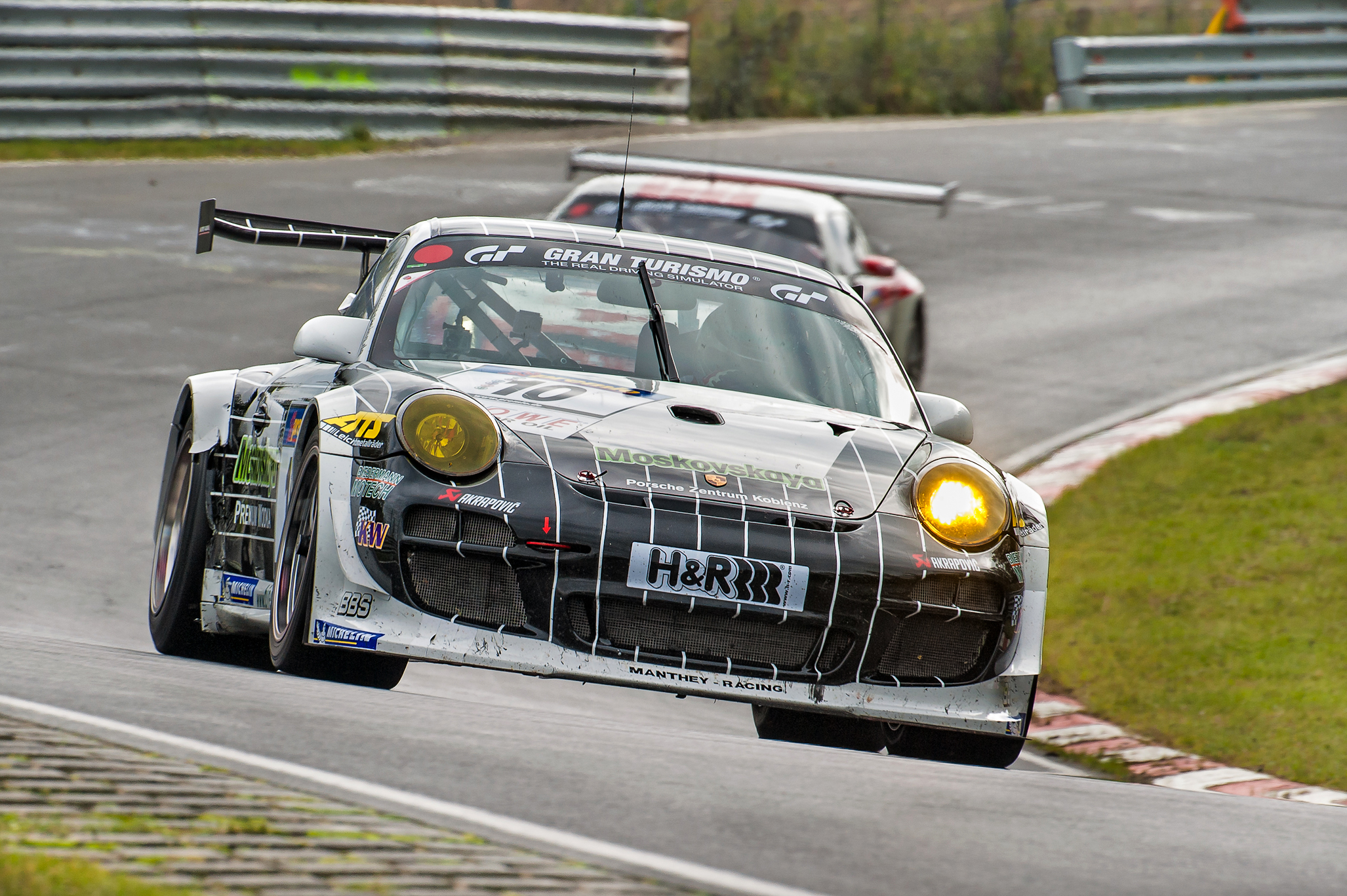
Porsche 911 GT3R bei einem Rennen der VLN Langstreckenmeisterschaft Nürburgring

Aufgrund ihrer hohen Wettbewerbsfähigkeit bei vergleichsweise günstigem Preis finden Porsche 911 GT3 Cup, die ehemals im Carrera Cup und Supercup eingesetzt wurden, eine große Verbreitung in nationalen GT-Rennserien und im Breitensport.
Schon traditionell starten in der VLN Langstreckenmeisterschaft Nürburgring und beim 24-Stunden-Rennen auf dem Nürburgring sehr viele Teams auf einem Porsche 911 GT3 Cup. Die Anzahl der teilnehmenden Fahrzeuge dieses Typs ist regelmäßig zweistellig.
Beim 24-Stunden-Rennen von Spa-Francorchamps waren in den letzten Jahren auch Gaststarter auf einem Porsche 911 GT3 Cup am Start. Seit Austragung von Rennen, bei denen mit GT3-Reglement gefahren wird, wie die FIA GT3-Europameisterschaft und das ADAC GT Masters, sind auch dort Porsche 911 GT3 Cup im Einsatz. Mit dem Porsche 911 GT3 Cup S gibt es seit 2008 ein speziell für Langstreckenrennen aufgebautes Fahrzeug auf GT3-Reglement.
2010 erreichte der US-Amerikaner Jeff Zwart in einem Porsche 997 GT3 Cup beim Pikes Peak International Hill Climb mit 11:31,095 Minuten einen neuen Rekord in der Kategorie Time Attack 2WD. 2014 fuhr er erneut mit diesem Chassis, diesmal aber (schon aus Gründen des enormen Leistungsverlustes in großer Höhe) statt des originalen Cup Motors mit einer Variante des turbogeladenen 997 GT2 Motors.